# 西南大学出版社
西南大学出版社原名“西南师范大学出版社”，位于中国重庆，创建于1985年，是由教育部主管、西南大学主办的综合性大学出版社。

## 历史沿革
1985年1月，西南师范大学出版社创建。
2009年8月，西南师范大学出版社被国家新闻出版署评为国家一级出版社（全国百佳图书出版单位）。
2010年12月，西南师范大学出版社完成转企改制，更名为“重庆西南师范大学出版社有限公司”。
2021年9月，重庆西南师范大学出版社有限公司更名“西南大学出版社有限公司”。

## 出版物
出版社主导产品为学术著作、大中专教材、艺术教育图书、中小学课程标准教材、教师教育图书等。
- 中共中央、国务院重大出版工程项目：《域外汉籍珍本文库》《中华大典·法律典》《中华大典·农业典》等[1]。